# الصوفة (مستباء)

تعديل مصدري - تعديل

الصوفة هي إحدى قرى عزلة شرق مستباءالاقصى بمديرية مستباء التابعة لمحافظة حجة، بلغ تعداد سكانها 1566 نسمة حسب تعداد اليمن لعام 2004.